# Litodamus hickmani
Litodamus hickmani är en spindelart som beskrevs av Harvey 1995. Litodamus hickmani ingår i släktet Litodamus och familjen Nicodamidae.
Artens utbredningsområde är Tasmanien. Inga underarter finns listade i Catalogue of Life.